# دوره یازدهم مجلس شورای اسلامی

دوره یازدهم مجلس شورای اسلامی از ۷ خرداد ۱۳۹۹ رسماً آغاز شد. نمایندگان این دوره در انتخابات یازدهمین دوره مجلس شورای اسلامی که در ۲ اسفند ۱۳۹۸ برگزار شد، انتخاب شدند. این انتخابات با کمترین میزان مشارکت مردم در تاریخ انتخابات مجلس و همچنین با ردصلاحیت‌های گسترده انجام شد. مجلس یازدهم تقریباً یک‌دست از اصولگرایان بود. از ۲۹۰ نماینده مجلس قبل (مجلس دهم) ۲۴۸ نفر در انتخابات مجلس یازدهم نامزد شده بودند که بیشترشان یا رد صلاحیت شدند یا رأی نیاوردند و تنها ۵۶ نماینده از دورهٔ قبل به دورهٔ فعلی راه یافتند. در کل تعداد ۲۳۸ نفر از نمایندگان اصولگرایان، ۱۸ نفر از نمایندگان اصلاح‌طلبان و ۳۸ نفر از نمایندگان به صورت مستقل به مجلس راه یافتند. ترکیب مجلس یازدهم توسط برخی از تحلیل‌گران، به مجلس هفتم تشبیه شده است.

## تعداد کرسی هر استان در مجلس یازدهم
پراکنش ۲۹۰ کرسی مجلس شورای اسلامی در استان‌های ایران
| استان                                                                    | کرسی هر استان |
| ------------------------------------------------------------------------ | ------------- |
| تهران                                                                    | ۳۵            |
| آذربایجان شرقی، اصفهان                                                   | ۱۹            |
| خراسان رضوی، خوزستان، فارس                                               | ۱۸            |
| گیلان                                                                    | ۱۳            |
| آذربایجان غربی، مازندران                                                 | ۱۲            |
| کرمان                                                                    | ۱۰            |
| همدان، لرستان                                                            | ۹             |
| سیستان و بلوچستان، کرمانشاه                                              | ۸             |
| اردبیل، گلستان، مرکزی                                                    | ۷             |
| کردستان                                                                  | ۶             |
| زنجان، هرمزگان، اقلیت‌های دینی                                            | ۵             |
| بوشهر، چهارمحال و بختیاری، خراسان جنوبی، خراسان شمالی، سمنان، قزوین، یزد | ۴             |
| البرز، ایلام، قم، کهگیلویه و بویراحمد                                    | ۳             |

## انتخابات
انتخابات مجلس یازدهم در دو مرحله برگزار شد. پیش از آن، رد صلاحیت‌های گسترده‌ای توسط هیئات اجرایی و نظارت و شورای نگهبان انجام شد و ۹۰ نامزد اصلاح‌طلب و ۵۶٪ از نمایندگان دوره دهم مجلس ردصلاحیت شدند. همچنین مخالفان جمهوری اسلامی دست به تحریم این انتخابات زدند. میزان مشارکت در کل کشور ۴۲٫۷۵ درصد اعلام شد که این عدد پایین‌ترین میزان مشارکت مردم در تاریخ انتخابات مجلس بوده است. در این انتخابات مشارکت شهروندان تهران که با ۳۵ کرسی بیشترین سهم نماینده را داشته حدود ۲۶٫۲۴٪ درصد اعلام شد.
مرحله اول این انتخابات در ۲ اسفند ۱۳۹۸ برگزار شد و ۲۷۹ نفر از نمایندگان مجلس مشخص شدند. مرحله دوم انتخابات در ۲۱ شهریور ۱۳۹۹برگزار شد و یازده نماینده باقی مانده که در مرحله اول رای نیاوردند و به مرحله دوم راه پیدا کردند، مشخص شد. میزان مشارکت در مرحله دوم شرایطی بدتر از مرحله اول داشت و میزان آن در حدود ۲۰٪ بوده است. نماینده استان البرز در مرحله دوم از مجموع آرا، ۲۷ هزار و ۱۰ رای کسب کرده که این عدد بیانگر آن است که ۱٫۶ درصد از کل شهروندان واجدان شرایط به او رای داده‌اند. در کرمانشاه در مرحله دوم نماینده منتخب ۲۱ هزار و ۹۶۶ رای کسب کرده که نشان می‌دهد ۲٫۵ درصد کل از کل واجدان شرایط به او رای داده‌اند.

## ترکیب
از نظر ترکیب جنسیتی رأی‌دهندگان، ۴۸ درصد زن و ۵۲ درصد مرد بوده‌اند.
از مجموع ۲۷۹ نفر منتخب دهمین دوره مجلس، ۲۶۲ نفر مرد و ۱۷ نفر زن بودند. ۱۰۷ نفر از نمایندگان این دوره از نمایندگان دوره‌های گذشته مجلس هستند که ۵۶ نفر از آن‌ها در مجلس دهم نیز نماینده بوده‌اند. در میان ۲۷۹ نمایندهٔ انتخاب شده تنها ۱۸ نفر اصلاح‌طلب، ۳۸ نفر مستقل و مابقی اصول‌گرا هستند. ۶۰ نفر از نمایندگان مجلس یازدهم از کسانی هستند که پیش‌تر در دولت رئیس‌جمهور محمود احمدی‌نژاد حضور داشته‌اند از جمله سید شمس الدین حسینی وزیر امور اقتصادی و دارایی، علی نیکزاد وزیر مسکن، حمیدرضا حاجی بابایی وزیر آموزش و پرورش و فریدون عباسی رئیس سازمان انرژی اتمی در دولت محمود احمدی‌نژاد.
در مجموع دست‌کم ۲۴ فرمانده و مسئول ارشد سپاه و بسیج که عمدتاً درجه‌های سرتیپی و سرهنگی دارند در این مجلس حضور دارند.

## افتتاح

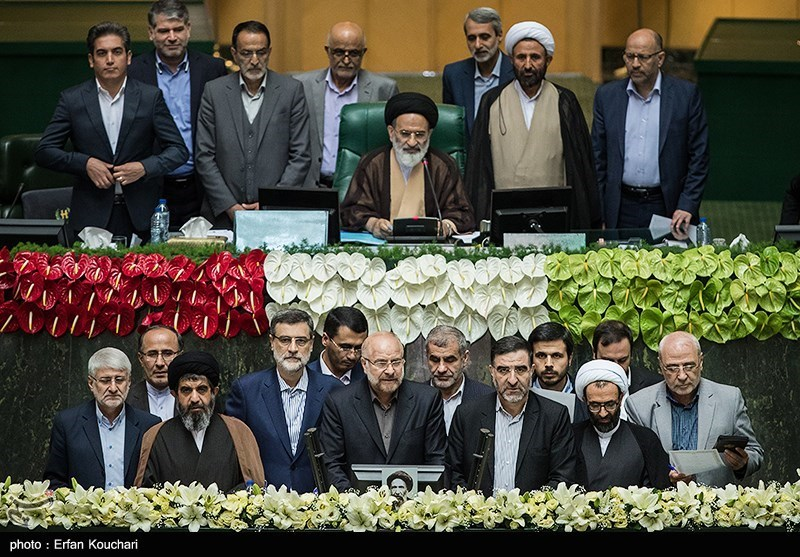
هیئت رئیسه سِنی و هیئت رئیسه دائم سال اول

یازدهمین مجلس شورای اسلامی در تاریخ ۷ خرداد ۱۳۹۹ با حضور ۲۷۶ نفر از نمایندگان در ساختمان مجلس رسماً کارش را آغاز کرد. حسن روحانی رئیس‌جمهوری، سید ابراهیم رئیسی رئیس قوه قضائیه و محمد محمدی گلپایگانی نماینده رهبر ایران و شمار دیگری از مقام‌های عالی سیاسی و نظامی از جمله مهمانان این مراسم بودند. فاطمه رهبر و محمدعلی رمضانی دو نماینده مجلس یازدهم پیش از شروع به کار این مجلس بر اثر ابتلا به بیماری کروناویروس ۲۰۱۹ جان باختند. برگزاری جلسه افتتاحیه تحت پروتکل‌های ستاد ملی مقابله با کرونا انجام و از منتخبان چند روز پیش از افتتاحیه تست کرونا گرفته شده‌بود.

### هیئت رئیسه سنی
سید رضا تقوی، منتخب تهران، به عنوان رئیس؛ سید مصطفی میرسلیم، منتخب تهران، نایب رئیس و روح‌الله نجابت، منتخب شیراز، و محسن فتحی، منتخب سنندج، دو دبیر هیئت رئیسه سنی بودند و جلسه را اداره کردند.
در پی تغییری در آیین‌نامهٔ داخلی مجلس در دوران مجلس دهم، هیئت رئیسه موقت حذف شد و بدین ترتیب از مجلس یازدهم هیئت رئیسه سنی تا زمان انتخاب رئیس و اعضای دائمی هیئت رئیسه و نیز تأیید اعتبارنامه منتخبان، ریاست جلسات را بر عهده دارند و انتخابات هیئت رئیسه دائم با نظارت آن‌ها انجام می‌گیرد.
| ردیف | سمت      | نام               | حوزهٔ انتخابیه                         | تاریخ تولد     | سن در افتتاحیه          | سابقهٔ نمایندگی |
| ---- | -------- | ----------------- | ------------------------------------- | -------------- | ----------------------- | -------------- |
| ۱    | رئیس     | سید رضا تقوی      | تهران، ری، شمیرانات، اسلامشهر و پردیس | ۷ تیر ۱۳۲۵     | ۷۳ سال، ۱۰ ماه و ۲۹ روز | آری            |
| ۲    | نایب‌رئیس | سید مصطفی میرسلیم | تهران، ری، شمیرانات، اسلامشهر و پردیس | ۱۹ خرداد ۱۳۲۶  | ۷۲ سال، ۱۱ ماه و ۱۷ روز | نه             |
| ۳    | دبیر اول | روح‌الله نجابت     | شیراز و زرقان                         | ۸ خرداد ۱۳۶۸   | ۳۰ سال، ۱۱ ماه و ۲۸ روز | نه             |
| ۴    | دبیر دوم | محسن فتحی         | سنندج، دیواندره و کامیاران            | ۱۵ شهریور ۱۳۶۶ | ۳۲ سال، ۸ ماه و ۲۱ روز  | نه             |

## هیئت رئیسه

### اجلاسیه اول
در ۸ خرداد ۱۳۹۹ در اولین جلسه علنی مجلس یازدهم، رئیس و ۱۱ عضو هیئت رئیسه دائم این دور از مجلس انتخاب شدند. محمدباقر قالیباف توانست با کسب ۲۳۰ رای در مقابل ۱۷ رای فریدون عباسی دوانی و ۱۲ رای ماخوذه سید مصطفی میرسلیم ریاست این دوره از مجلس را به مدت یکسال بر عهده بگیرد. سید امیرحسین قاضی‌زاده هاشمی منتخب مردم مشهد با ۲۰۸ رای و علی نیکزاد منتخب مردم اردبیل با ۱۹۶ رای به عنوان نواب اول و دوم هیئت رئیسه مجلس انتخاب شدند. محسن پیرهادی منتخب مردم تهران، محمدحسین فرهنگی منتخب مردم تبریز و علیرضا سلیمی منتخب مردم محلات به عنوان ناظرین مجلس شورای اسلامی انتخاب شدند. از دوازده عضو هیئت رئیسه هفت نفر از فرماندهان یا اعضای سپاه پاسداران و بسیج بودند.
| ردیف | سمت          | نام                         | حوزهٔ انتخابیه                         | فراکسیون      | حزب            | سابقهٔ نمایندگی | نتیجهٔ شمارش آرا |
| ---- | ------------ | --------------------------- | ------------------------------------- | ------------- | -------------- | -------------- | --------------- |
| ۱    | رئیس         | محمدباقر قالیباف            | تهران، ری، شمیرانات، اسلامشهر و پردیس | انقلاب اسلامی | پیشرفت و عدالت | نه             | ۲۳۰             |
| ۲    | نایب‌رئیس اول | سید امیرحسین قاضی‌زاده هاشمی | مشهد و کلات                           | انقلاب اسلامی | قانون          | آری            | ۲۰۸             |
| ۳    | نایب‌رئیس دوم | علی نیکزاد                  | اردبیل، نمین، نیر و سرعین             | انقلاب اسلامی | —              | نه             | ۱۹۶             |
| ۴    | دبیر         | سید ناصر موسوی لارگانی      | فلاورجان                              | انقلاب اسلامی | پایداری        | آری            | ۱۷۱             |
| ۵    | دبیر         | احمد امیرآبادی فراهانی      | قم                                    | انقلاب اسلامی | رهپویان        | آری            | ۱۶۵             |
| ۶    | دبیر         | حسینعلی حاجی‌دلیگانی         | شاهین‌شهر و میمه و برخوار              | انقلاب اسلامی | پایداری        | آری            | ۱۴۹             |
| ۷    | دبیر         | روح‌الله متفکر آزاد          | تبریز، آذرشهر و اسکو                  | انقلاب اسلامی | —              | نه             | ۱۴۸             |
| ۸    | دبیر         | علی کریمی فیروزجایی         | بابل                                  | انقلاب اسلامی | فرهنگیان       | آری            | ۱۲۷             |
| ۹    | دبیر         | سید محسن دهنوی              | تهران، ری، شمیرانات، اسلامشهر و پردیس | انقلاب اسلامی | —              | نه             | ۱۱۹             |
| ۱۰   | ناظر         | محمدحسین فرهنگی             | تبریز، آذرشهر و اسکو                  | انقلاب اسلامی | —              | آری            | ۱۶۷             |
| ۱۱   | ناظر         | علیرضا سلیمی                | محلات و دلیجان                        | انقلاب اسلامی | رهپویان        | آری            | ۱۲۹             |
| ۱۲   | ناظر         | محسن پیرهادی                | تهران، ری، شمیرانات، اسلامشهر و پردیس | انقلاب اسلامی | پیشرفت و عدالت | نه             | ۱۲۸             |

### اجلاسیه دوم
هیئت رئیسه اجلاسیه دوم به شرح زیر است:
| ردیف | سمت          | نام                 | حوزهٔ انتخابیه                         | فراکسیون      | حزب            | سابقهٔ نمایندگی | نتیجهٔ شمارش آرا |
| ---- | ------------ | ------------------- | ------------------------------------- | ------------- | -------------- | -------------- | --------------- |
| ۱    | رئیس         | محمدباقر قالیباف    | تهران، ری، شمیرانات، اسلامشهر و پردیس | انقلاب اسلامی | پیشرفت و عدالت | نه             | ۲۳۰             |
| ۲    | نایب‌رئیس اول | علی نیکزاد          | اردبیل، نمین، نیر و سرعین             | انقلاب اسلامی | —              | نه             | ۲۰۶             |
| ۳    | نایب‌رئیس دوم | عبدالرضا مصری       | کرمانشاه                              | انقلاب اسلامی | مؤتلفه         | آری            | ۲۰۵             |
| ۴    | دبیر         | روح‌الله متفکر آزاد  | تبریز، آذرشهر و اسکو                  | انقلاب اسلامی | —              | نه             | ۲۰۶             |
| ۵    | دبیر         | سید محسن دهنوی      | تهران، ری، شمیرانات، اسلامشهر و پردیس | انقلاب اسلامی | —              | نه             | ۱۸۴             |
| ۶    | دبیر         | علی کریمی فیروزجایی | بابل                                  | انقلاب اسلامی | فرهنگیان       | آری            | ۱۸۲             |
| ۷    | دبیر         | محمد رشیدی          | کرمانشاه                              | انقلاب اسلامی | پیشرفت و عدالت | نه             | ۱۸۱             |
| ۸    | دبیر         | حسینعلی حاجی‌دلیگانی | شاهین‌شهر و میمه و برخوار              | انقلاب اسلامی | پایداری        | آری            | ۱۶۸             |
| ۹    | دبیر         | مجتبی یوسفی         | اهواز، باوی، حمیدیه و کارون           | انقلاب اسلامی | —              | نه             | ۱۶۸             |
| ۱۰   | ناظر         | محسن پیرهادی        | تهران، ری، شمیرانات، اسلامشهر و پردیس | انقلاب اسلامی | پیشرفت و عدالت | نه             | ۱۸۹             |
| ۱۱   | ناظر         | سید نظام‌الدین موسوی | تهران، ری، شمیرانات، اسلامشهر و پردیس | انقلاب اسلامی | روزنامه‌نگاران  | نه             | ۱۵۷             |
| ۱۲   | ناظر         | علیرضا سلیمی        | محلات و دلیجان                        | انقلاب اسلامی | رهپویان        | آری            | ۱۴۱             |

### اجلاسیه سوم
هیئت رئیسه اجلاسیه سوم به شرح زیر است:
| ردیف | سمت          | نام                    | حوزهٔ انتخابیه                         | فراکسیون      | حزب            | سابقهٔ نمایندگی | نتیجهٔ شمارش آرا |
| ---- | ------------ | ---------------------- | ------------------------------------- | ------------- | -------------- | -------------- | --------------- |
| ۱    | رئیس         | محمدباقر قالیباف       | تهران، ری، شمیرانات، اسلامشهر و پردیس | انقلاب اسلامی | پیشرفت و عدالت | نه             | ۱۹۴             |
| ۲    | نایب‌رئیس اول | علی نیکزاد             | اردبیل، نمین، نیر و سرعین             | انقلاب اسلامی | —              | نه             | ۱۶۸             |
| ۳    | نایب‌رئیس دوم | عبدالرضا مصری          | کرمانشاه                              | انقلاب اسلامی | مؤتلفه         | آری            | ۱۶۸             |
| ۴    | دبیر         | سید محسن دهنوی         | تهران، ری، شمیرانات، اسلامشهر و پردیس | انقلاب اسلامی | —              | نه             | ۱۶۵             |
| ۵    | دبیر         | حسینعلی حاجی‌دلیگانی    | شاهین‌شهر و میمه و برخوار              | انقلاب اسلامی | پایداری        | آری            | ۱۱۰             |
| ۶    | دبیر         | محمد رشیدی             | کرمانشاه                              | انقلاب اسلامی | پیشرفت و عدالت | نه             | ۱۰۱             |
| ۷    | دبیر         | علی کریمی فیروزجایی    | بابل                                  | انقلاب اسلامی | فرهنگیان       | آری            | ۱۰۱             |
| ۸    | دبیر         | احمد امیرآبادی فراهانی | قم                                    | انقلاب اسلامی | رهپویان        | آری            | ۹۸              |
| ۹    | دبیر         | احمد نادری             | تهران، ری، شمیرانات، اسلامشهر و پردیس | انقلاب اسلامی | —              | نه             | ۸۹              |
| ۱۰   | ناظر         | سید نظام‌الدین موسوی    | تهران، ری، شمیرانات، اسلامشهر و پردیس | انقلاب اسلامی | روزنامه‌نگاران  | نه             | ۱۵۳             |
| ۱۱   | ناظر         | علیرضا سلیمی           | محلات و دلیجان                        | انقلاب اسلامی | رهپویان        | آری            | ۱۴۶             |
| ۱۲   | ناظر         | محمدرضا دشتی اردکانی   | اردکان                                | انقلاب اسلامی | —              | نه             | ۱۳۹             |

### اجلاسیه چهارم
هیئت رئیسه اجلاسیه چهارم به شرح زیر است:
| ردیف | سمت          | نام                 | حوزهٔ انتخابیه                         | فراکسیون      | حزب            | سابقهٔ نمایندگی | نتیجهٔ شمارش آرا |
| ---- | ------------ | ------------------- | ------------------------------------- | ------------- | -------------- | -------------- | --------------- |
| ۱    | رئیس         | محمدباقر قالیباف    | تهران، ری، شمیرانات، اسلامشهر و پردیس | انقلاب اسلامی | پیشرفت و عدالت | نه             | ۲۱۰             |
| ۲    | نایب‌رئیس اول | عبدالرضا مصری       | کرمانشاه                              | انقلاب اسلامی | مؤتلفه         | آری            | ۱۵۸             |
| ۳    | نایب‌رئیس دوم | مجتبی ذوالنوری      | قم                                    | انقلاب اسلامی | پایداری        | آری            | ۱۵۲             |
| ۴    | دبیر         | سید محسن دهنوی      | تهران، ری، شمیرانات، اسلامشهر و پردیس | انقلاب اسلامی | —              | نه             | ۱۹۶             |
| ۵    | دبیر         | محمد رشیدی          | کرمانشاه                              | انقلاب اسلامی | پیشرفت و عدالت | نه             | ۱۹۳             |
| ۶    | دبیر         | روح‌الله متفکر آزاد  | تبریز، آذرشهر و اسکو                  | انقلاب اسلامی | —              | نه             | ۱۸۰             |
| ۷    | دبیر         | احمد نادری          | تهران، ری، شمیرانات، اسلامشهر و پردیس | انقلاب اسلامی | —              | نه             | ۱۶۷             |
| ۸    | دبیر         | علی کریمی فیروزجایی | بابل                                  | انقلاب اسلامی | فرهنگیان       | آری            | ۱۶۵             |
| ۹    | دبیر         | مجتبی یوسفی         | اهواز، باوی، حمیدیه و کارون           | انقلاب اسلامی | —              | نه             | ۱۵۲             |
| ۱۰   | ناظر         | سید نظام‌الدین موسوی | تهران، ری، شمیرانات، اسلامشهر و پردیس | انقلاب اسلامی | روزنامه‌نگاران  | نه             | ۱۸۵             |
| ۱۱   | ناظر         | محسن پیرهادی        | تهران، ری، شمیرانات، اسلامشهر و پردیس | انقلاب اسلامی | پیشرفت و عدالت | نه             | ۱۸۳             |
| ۱۲   | ناظر         | علیرضا سلیمی        | محلات و دلیجان                        | انقلاب اسلامی | رهپویان        | آری            | ۱۸۱             |

## طرح‌ها
- طرح صیانت از حقوق کاربران در فضای مجازی (طرح صیانت)
- طرح الزام دولت به تعیین سرفصل «جنایات استکبار جهانی» در کتب درسی مدارس و دانشگاه‌ها
- طرح قانون اقدام راهبردی برای لغو تحریم‌ها و صیانت از منافع ملت ایران
- طرح شفافیت آرای نمایندگان
- طرح تأسیس موزه جنایات استکبار جهانی
- طرح حمایت همه‌جانبه از مراکز علمی-تحقیقاتی ضد استکباری و اشخاص زیان دیده از اقدامات دولت آمریکا
- تأمین و تضمین امنیت و کرامت زن ایرانی
- نحوه مواجهه با قانع کننده نبودن پاسخ وزیر
- طرح ممنوعیت ورود خبرنگاران رسانه‌های آمریکایی و انگلیسی حامی تحریم به کشور ایران
- طرح تحریم برخی از مقامات آمریکایی
- طرح ممنوعیت انتخاب یا انتصاب مقامات و مدیران دارای تابعیت مضاعف و مرتبط با کشورهای خارجی
- ممنوعیت به‌کارگیری افراد خارجی در باشگاه‌های ورزشی دولتی
- اقدام متقابل ایران در برابر ترور شهید قاسم سلیمانی
- اصلاح قانون جرم سیاسی
- طرح الزام مناطق آزادی تجاری-صنعتی به ایجاد تراز بازرگانی میان صادرات و واردات
- قضازدایی و کاهش عناوین مجرمانه
- طرح ارتقای خدمات درمان ناباروری
- توقف اجرای داوطلبانه پروتکل الحاقی
- تأمین قیر برای پروژه‌های راهسازی استانی و روستایی
- طرح ممنوعیت افزایش بیش از ده درصد قیمت در هر سال توسط دولت
- جوانی جمعیت و حمایت از خانواده
- تفکیک استان سیستان و بلوچستان به چهار استان
- طرح اصلاح قانون انتخابات ریاست جمهوری
- طرح مبارزه با تعارض منافع و ممنوعیت دانشگاه‌های غیرانتفاعی
- حمایت از اقتصاد ملی و رونق تولید در مقابل اقدامات خصمانه آمریکا
- طرح جمعیت و تعالی خانواده
- طرح ساماندهی بازار خودرو
- طرح تقویت بسیج مستضعفین
- طرح استانی‌شدن حوزه‌ّای انتخابیه انتخابات مجلس شورای اسلامی
- طرح حمایت از احداث، تجهیز، نوسازی و مدیریت مساجد کشور و پیگیری‌های امور نمازخانه‌ها[۳۲]

## رویدادهای مهم

### سیلی زدن نماینده به سرباز
حامد اکبری سرباز پلیس راهنمایی و رانندگی جلوی یک خودرویی که قصد داشته بدون مجوز از خط ویژه اتوبوس در خیابان انقلاب تهران عبور کند را می‌گیرد اما سرنشین آن که علی‌اصغر عنابستانی، نماینده اصولگرا شهر سبزوار بوده از خودرو پیاده شده و به صورت او سیلی می‌زند. این موضوع باعث واکنش‌های گسترده در شبکه‌های اجتماعی شد. شمار زیادی از کاربران با استفاده از هشتگ «حامد اکبری» او را نماد ایستادگی دربارهٔ قانون‌شکنی خوانده‌اند و خواستار استعفای این نماینده و رسیدگی به تخلف او شدند. عنابستانی ابتدا سیلی زدن را تکذیب کرد اما در فیلم‌های منتشر شده نشان می‌داد سرباز در اثر ضربه به عقب پرتاب شده است. درحالی که نیرو انتظامی از شکایت و پیگیری قضایی صحبت کرده‌بود، عنابستانی گفته است از بیشتر اتهامات تبرئه شده اما دادگاه در رأی بدوی به اتهام ضربه (سیلی) به سرباز، وی را به سه ماه و یک روز حبس محکوم کرده است.

### بستن راه شکایت از شورای عالی فضای مجازی و شورای عالی انقلاب فرهنگی
نمایندگان مجلس شورای اسلامی در نشست علنی روز یکشنبه ۲۹ خرداد ۱۴۰۱ با اعمال اصلاحیه‌ای، دیوان عدالت اداری را از رسیدگی به شکایت‌ها علیه شورای عالی فضای مجازی و شورای عالی انقلاب فرهنگی منع کردند. خارج شدن این دو شورا از صلاحیت دیوان عدالت اداری به این معناست که هیچ شخص حقیقی یا حقوقی نمی‌تواند به مصوبات این دو شورا در دیوان اعتراض کند و عملاً نظارت بر این دو شورا غیرممکن می‌شود.»

### طرح مجازات اظهارنظرهای غیرکارشناسی
طرحی با عنوان «مجازات اظهارنظرهای غیرکارشناسی» با امضای ۲۴ نماینده از جمله حسینعلی حاجی دلیگانی به هیئت رئیسه مجلس تحویل داده شد. این طرح با هدف سرکوب و خفقان تهیه شده است. در دلایل توجیهی این طرح آمده «وقتی کسی ۴۰۰ یا ۵۰۰ هزار نفر دنبال کننده دارد، مجاز نیست هر ابراز عقیده‌ای داشته باشد چرا که ابراز عقیده او در جامعه بازخورد دارد.». با تصویب این طرح، زمینه قانونی برخورد با سلبیرتی‌ها فراهم می‌شود. کاربران شبکه‌های اجتماعی با هشتگ «طرح خفقان» به این خبر واکنش نشان داده‌اند. بر اساس این طرح یک ماده به ماده ۵۱۲ کتاب پنجم قانون مجازات اسلامی اضافه می‌شود که شامل مجازات‌هایی مختلفی است. حسینعلی حاجی دلیگانی در خصوص این طرح گفته است «هیچ‌کس را به دلیل داشتن عقیده نمی‌توان مجازات کرد اما ابراز عقیده به صورت مطلقاً آزاد مجاز نیست.»

## واکنش‌ها به عملکرد مجلس یازدهم
- سید علی خامنه‌ای این دوره از مجلس را «مجلس انقلابی» نامید.
- علیرضا معزی نسبت به بی‌احترامی نمایندگان به دولت در حساب توییتر خود نوشت:

دهان‌دریدگی شاید چند صباحی شیوهٔ سیاست‌ورزی باشد اما تا همیشه نشانهٔ فرومایه‌گی است
- محمود واعظی در واکنش به بی‌ادبی‌های نمایندگان گفت:این بی‌اخلاقی‌هایی که برخی انجام می‌دهند و برخی هم سکوت می‌کنند باید بدانند که فقط این بی‌اخلاقی‌ها تنها به رئیس‌جمهوری نیست بعداً نوبت خیلی‌های دیگر هم می‌شود.[۴۱]
- روح‌الله جمعه‌ای با عنوان {دومین کارت زرد رهبر انقلاب به مجلس یازدهم فقط در پنج ماه} نسبت به بی‌اخلاقی نمایندگان نوشت:[۴۲]نقدی را می‌توان توأم با عقلانیت و منطق انقلابی و اسلامی دانست که ضمن آشنایی کامل از علل واقعی و حقیقی کاستی‌ها و معضلات و مشکلات به ارائه راه حل‌های قابل اجرا و کاربردی با توجه به محدودیت‌ها و به منظور برون رفت از مشکلات جامعه بپردازد. مجلس یازدهم از آن جهت در عمر کوتاه مدت فعلی خود دو کارت زرد از رهبر انقلاب دریافت نمود که طبق قانون اساسی مرجع اصلی و در راس امور برای ارائه طرح و پیشنهاد و راهکار برای حل مشکلات مردم است.[۴۳]
- صادق زیباکلام با بیان این که امیدی به مجلس یازدهم ندارم گفت:روند تنزل جایگاه مجلس در آینده نیز ادامه پیدا خواهد کرد. بنده شرایطی را متصور نیستم که تأثیر مثبتی مشاهده شود، به شکلی که مجلس بتواند بر تصمیمات کلیدی تأثیر صددرصدی بگذارد.[۴۴]
- محمدرضا نوروزپور در حساب توییتر خود نوشت:هیئت نظارت بر رفتار نمایندگان باید تقویت و بر رفتار آنان نظارت کند.[۴۵]
- حجت نظری نیز طی مصاحبه ای گفت:ظاهراً با توجه به صحبت‌های قالیباف در محافل عمومی و غیرعمومی، مشخص است که ایشان به‌طور جدی به انتخابات ریاست جمهوری ۱۴۰۰ می‌اندیشند. امروز متأسفانه شاهد آن هستیم، جریانی که تندترین هجمه‌ها و انتقادات را به مجلس قبل داشت وارد خانه ملت شده، اما در عمل آنچه که انجام داده تا این لحظه به مراتب ضعیف‌تر از تمام ادوار مجلس است.[۴۶]

## غیبت در جلسات پس از شکست در انتخابات
تعداد زیادی از نمایندگان مجلس پس از پایان انتخابات دوره بعدی و اعلام نتایج و راه نیافتن به مجلس بعدی از ادامه شرکت در جلسات خودداری کردند و باعث لغو شدن جلسات مجلس شدند. روزنامه شهروند ۱۶ اسفند ۱۴۰۲ نوشت: «جلسه علنی خانه ملت دیروز هم مثل روز قبل از آن - با غیبت تعداد زیادی از نمایندگان مجلس که گفته می‌شود به‌دلیل رأی‌نیاوردن قهر کرده‌اند - لغو شد. فارغ از مصوباتی که باید تا پایان این دوره تعیین‌تکلیف شوند، این جلسات میلیون‌ها تومان هزینه روی دست ملت و مملکت می‌گذارد.»